# Црна Бара (Чока)
Црна Бара (мађ. Feketetó) је насеље у Србији у општини Чока у Севернобанатском округу. Према попису из 2022. било је 295 становника.
Овде се налази Капела Вујин у Црној Бари.

## Прошлост
Када је 1797. године пописан православни клир ту су била два свештеника Поповића. Пароси, поп Георгије (рукоп. 1764) и капелан поп Георгије (1791) знали су српски и румунски језик.

## Галерија
- Зграда месне заједнице
- Споменик
- Улица у Црној Бари
- Православна црква
- Католичка Црква

## Демографија
У насељу Црна Бара живи 441 пунолетни становник, а просечна старост становништва износи 41,4 година (39,6 код мушкараца и 43,4 код жена). У насељу има 225 домаћинстава, а просечан број чланова по домаћинству је 2,52.
Становништво у овом насељу веома је нехомогено, а у последња три пописа, примећен је пад у броју становника.
|  |

| Демографија | Демографија | Демографија |
| Година      | Становника  | Становника  |
| ----------- | ----------- | ----------- |
| 1948.       | 1.064       |             |
| 1953.       | 1.025       |             |
| 1961.       | 950         |             |
| 1971.       | 823         |             |
| 1981.       | 678         |             |
| 1991.       | 595         | 588         |
| 2002.       | 568         | 575         |

| Етнички састав према попису из 2002.‍ | Етнички састав према попису из 2002.‍ | Етнички састав према попису из 2002.‍ | Етнички састав према попису из 2002.‍ | Етнички састав према попису из 2002.‍ |
| ------------------------------------ | ------------------------------------ | ------------------------------------ | ------------------------------------ | ------------------------------------ |
|                                      |                                      |                                      |                                      |                                      |
| Мађари                               | Мађари                               |                                      | 267                                  | 47,00%                               |
| Срби                                 | Срби                                 |                                      | 235                                  | 41,37%                               |
| Роми                                 | Роми                                 |                                      | 21                                   | 3,69%                                |
| Југословени                          | Југословени                          |                                      | 12                                   | 2,11%                                |
| Хрвати                               | Хрвати                               |                                      | 9                                    | 1,58%                                |
| Словенци                             | Словенци                             |                                      | 4                                    | 0,70%                                |
| Словаци                              | Словаци                              |                                      | 3                                    | 0,52%                                |
| Румуни                               | Румуни                               |                                      | 1                                    | 0,17%                                |
| Македонци                            | Македонци                            |                                      | 1                                    | 0,17%                                |
| непознато                            | непознато                            |                                      | 0                                    | 0,0%                                 |

| Година пописа     | 1948. | 1953. | 1961. | 1971. | 1981. | 1991. | 2002. |
| ----------------- | ----- | ----- | ----- | ----- | ----- | ----- | ----- |
| Број домаћинстава | 293   | 298   | 305   | 271   | 256   | 233   | 225   |

| Број чланова      | 1  | 2  | 3  | 4  | 5  | 6 | 7 | 8 | 9 | 10 и више | Просек |
| ----------------- | -- | -- | -- | -- | -- | - | - | - | - | --------- | ------ |
| Број домаћинстава | 61 | 73 | 29 | 42 | 15 | 4 | 1 | 0 | 0 | 0         | 2,52   |

| Пол    | Укупно | Неожењен/Неудата | Ожењен/Удата | Удовац/Удовица | Разведен/Разведена | Непознато |
| ------ | ------ | ---------------- | ------------ | -------------- | ------------------ | --------- |
| Мушки  | 244    | 77               | 133          | 23             | 11                 | 0         |
| Женски | 223    | 29               | 138          | 48             | 8                  | 0         |
| УКУПНО | 467    | 106              | 271          | 71             | 19                 | 0         |

| Пол    | Укупно                    | Пољопривреда, лов и шумарство | Рибарство                            | Вађење руде и камена | Прерађивачка индустрија       |
| ------ | ------------------------- | ----------------------------- | ------------------------------------ | -------------------- | ----------------------------- |
| Мушки  | 124                       | 100                           | 0                                    | 0                    | 4                             |
| Женски | 62                        | 45                            | 0                                    | 0                    | 3                             |
| УКУПНО | 186                       | 145                           | 0                                    | 0                    | 7                             |
| Пол    | Производња и снабдевање   | Грађевинарство                | Трговина                             | Хотели и ресторани   | Саобраћај, складиштење и везе |
| Мушки  | 0                         | 0                             | 10                                   | 2                    | 4                             |
| Женски | 0                         | 0                             | 7                                    | 1                    | 1                             |
| УКУПНО | 0                         | 0                             | 17                                   | 3                    | 5                             |
| Пол    | Финансијско посредовање   | Некретнине                    | Државна управа и одбрана             | Образовање           | Здравствени и социјални рад   |
| Мушки  | 0                         | 0                             | 2                                    | 0                    | 1                             |
| Женски | 1                         | 0                             | 2                                    | 1                    | 1                             |
| УКУПНО | 1                         | 0                             | 4                                    | 1                    | 2                             |
| Пол    | Остале услужне активности | Приватна домаћинства          | Екстериторијалне организације и тела | Непознато            | Непознато                     |
| Мушки  | 0                         | 0                             | 0                                    | 1                    | 1                             |
| Женски | 0                         | 0                             | 0                                    | 0                    | 0                             |
| УКУПНО | 0                         | 0                             | 0                                    | 1                    | 1                             |